# Festival international du film de Toronto 2020
Le Festival international du film de Toronto 2020, 45e édition du festival (45th annual Toronto International Film Festival ou TIFF), se déroule du 10 au 21 septembre 2020.

## Sélection

### Gala Presentations
- Ammonite de Francis Lee
- Bruised de Halle Berry
- Concrete Cowboy de Ricky Staub
- American Utopia de Spike Lee
- Good Joe Bell de Reinaldo Marcus Green
- I Care a Lot de J Blakeson
- Nomadland de Chloé Zhao
- One Night in Miami de Regina King
- Pieces of a Woman de Kornél Mundruczó

### Special Presentations
- Drunk de Thomas Vinterberg
- The Disciple de Chaitanya Tamhane
- Falling de Viggo Mortensen
- The Father de Florian Zeller
- Penguin Bloom de Glendyn Ivin
- Été 85 de François Ozon
- True Mothers de Naomi Kawase

### Contemporary World Cinema
- Bandar Band de Manijeh Hekmat
- Nuevo Orden de Michel Franco
- La Nuit des rois de Philippe Lacôte
- Preparations to Be Together for an Unknown Period of Time de Lili Horvát
- Quo vadis, Aida ? de Jasmila Žbanić
- Under the Open Sky de Miwa Nishikawa

### Masters
- Notturno de Gianfranco Rosi

### Midnight Madness
- Get The Hell Out de Wang I-fan
- Shadow in the Cloud de Roseanne Liang
- Violation de Madeleine Sims-Fewer et Dusty Mancinelli

### Discovery
- 180° Rule de Farnoosh Samadi
- Beans de Tracey Deer
- Au commencement de Dea Kulumbegashvili
- Gaza mon amour de Tarzan Nasser et Arab Nasser
- Limbo de Ben Sharrock
- Memory House de João Paulo Miranda Maria
- Shiva Baby de Emma Seligman
- Seize printemps de Suzanne Lindon
- The Best is Yet to Come de Wang Jing
- Wildfire de Cathy Brady (en)

## Primetime
- A Suitable Boy de Mira Nair
- The Third Day de Felix Barrett et Dennis Kelly
- Trickster de Michelle Latimer

## Palmarès
| Prix                                                           | Film                | Réalisateur(s)      |
| -------------------------------------------------------------- | ------------------- | ------------------- |
| People's Choice Award                                          | Nomadland           | Chloé Zhao          |
| People's Choice Award, First Runner Up                         | One Night in Miami  | Regina King         |
| People's Choice Award, Second Runner Up                        | Beans               | Tracey Deer         |
| People's Choice Award: Documentary                             | Inconvenient Indian | Michelle Latimer    |
| People's Choice Award: Documentary, First Runner Up            |                     |                     |
| People's Choice Award: Documentary, Second Runner Up           |                     |                     |
| People's Choice Award: Midnight Madness                        |                     |                     |
| People's Choice Award: Midnight Madness, First Runner Up       |                     |                     |
| People's Choice Award: Midnight Madness, Second Runner Up      |                     |                     |
| Platform Prize                                                 |                     |                     |
| Platform Prize, Honourable Mention                             |                     |                     |
| Platform Prize, Honourable Mention                             |                     |                     |
| Meilleur film canadien                                         | Inconvenient Indian | Michelle Latimer    |
| Meilleur film canadien, (mention honorable)                    |                     |                     |
| Meilleur court métrage canadien                                |                     |                     |
| Meilleur court métrage canadien (mention honorable)            |                     |                     |
| Meilleur premier film canadien                                 |                     |                     |
| Prix FIPRESCI Discovery Prize                                  | Au commencement     | Dea Kulumbegashvili |
| Prix FIPRESCI Special Presentations                            |                     |                     |
| Meilleur court métrage international                           |                     |                     |
| Meilleur court métrage international (mention honorable)       |                     |                     |
| Prix Netpac « for World or International Asian Film Premiere » |                     |                     |